# Lars-Eric Lundvall
Lars-Eric Lundvall (Karlskoga, 3 aprile 1934 – Göteborg, 8 aprile 2020) è stato un hockeista su ghiaccio svedese.

## Palmarès

### Olimpiadi invernali
- 1 medaglia:
  - 1 argento (Innsbruck 1964)

### Mondiali
- 5 medaglie:
  - 1 oro (Colorado Springs/Denver 1962)
  - 1 argento (Stoccolma 1963)
  - 3 bronzi (Mosca 1957; Oslo 1958; Tampere 1965)